# Тит Ветурий Гемин Цикурин (консул 494 года до н. э.)
Тит Ветурий Гемин Цикурин (лат. Titus Veturius Geminus Cicurinus; VI—V века до н. э.) — римский политический деятель, консул 494 года до н. э.
Тит Ливий называет этого консула Тит Ветузий. Вариант Тит Ветурий Гемин восходит к Дионисию Галикарнасскому. Когномен Гемин («близнец») указывает на брата Тита Ветурия — Публия Ветурия Гемина Цикурина, консула 499 года до н. э.
Во время своего консульства Тит Ветурий отразил набеги эквов. Ветурий и его коллега Авл Вергиний Трикост Целиомонтан не смогли усмирить плебеев, боровшихся за расширение своих социальных прав, что привело к избранию диктатора Мания Валерия, а затем — к первой сецессии.